# Грімія округла
Грімія округла (Grimmia orbicularis) — вид мохів порядку гріміальних (Grimmiales).

## Поширення
Батьківщиною є Європа, Африка, Північна Америка, Азія.
Населяє сухі основні скелясті субстрати, такі як вапняк чи базальт; на висотах 200–2000 м.

## Характеристика
Рослини в сивих, зазвичай напівкулястих подушках, сірувато-зелені. Стебла 2–5 см. Листки притиснуті та скручені коли сухі, прямовисні коли вологі, широколанцетні, різко згорнуті в остюк, 2–2.5 × 0.4–0.6 мм, кілеві, краї загнуті в середині листа з одного чи обох боків, остюки короткі або довгі, гладко зубчасті. Вид автоіктичний (чоловічі та жіночі органи на одній рослині, але на окремих гілках). Коробочкові ніжки дугасті, 2–3 мм. Коробочка зазвичай присутня, від жовтувато-коричневого до каштаново-коричневого, від кулястої до яйцеподібної, від гладкої до слаборебристої коли суха.